# باول غرايسون
باول غرايسون (31 مارس 1971 في المملكة المتحدة - ) (بالإنجليزية: Paul Grayson)‏ هو لاعب كريكت بريطاني. شارك مع منتخب إنجلترا للكريكت. أما مع النوادي، فقد لعب مع نادي مقاطعة ساسكس للكريكت ‏ ونادي مقاطعة يوركشاير للكريكت ‏ وSuffolk County Cricket Club ‏.

## وصلات خارجية
- باول غرايسون على موقع إي آس بي آن كريك إنفو (الإنجليزية)